# Jean-Stéphane de Méran
Jean-Stéphane, comte de Méran (de) (en allemand : Johann Stephan Graf von Meran), est né à Graz, en Autriche-Hongrie, le 26 janvier 1867, et est décédé dans cette même ville le 13 avril 1947. Issu d'une branche morganatique de la Maison de Habsbourg-Lorraine, il fut notamment membre de la Chambre des seigneurs d’Autriche (équivalent de la Chambre des pairs française) et chambellan impérial et royal.

## Famille
Sauf mention contraire, les informations proviennent du site de généalogie dynastique The Peerage, qui cite lui-même les sources qu'il utilise.
Jean-Stéphane de Méran est le fils du comte François-Louis de Méran (1839-1891) et de son épouse Thérèse de Lamberg (1836-1913).
Par son père, il descend de l'archiduc Jean-Baptiste d'Autriche (1782-1859) et de son épouse morganatique Anne Plochl (1804-1885), comtesse de Méran. Il est donc l’arrière-petit-fils en ligne agnatique de l’empereur Léopold II du Saint-Empire (1747-1792).
Par sa mère, il est le petit-fils du comte Karl Philip von Lamberg et de la baronne Marie von Wenckheim.
Neuf enfants sont issus de l'union de Jean-Stéphane et de Thérèse :
- François-Philippe de Méran (1891-1983), comte de Méran, qui épouse la princesse Wilhelmine d'Auersperg (1894-1986) ;
- Marie-Thérèse de Méran (1893-1981), qui épouse, en 1912, Charles Kunata Kottulinsky (1877-1939) ;
- Philippe de Méran (1894-1950), qui épouse, en 1921, Marie-Anne de Eltz (1900-1994). D'où Philippe de Méran (1926) ;
- Jean-François de Méran (1896-1970), qui épouse, en 1919, Ilona Almasy (1894-1966) ;
- Marie-Anne de Méran (1897-1983), qui épouse, en 1919, Frédéric Mayr de Melnhof (1892-1959) ;
- Ladislaja de Méran (1899-1997), qui épouse, en 1928, Eberhard Graf de la Fontaine und d’Harnoncourt-Unverzagt[1] (1897-1970). D’où cinq enfants parmi lesquels le directeur musical Nikolaus Harnoncourt (1929-2016), le théologien Philipp Harnoncourt (1931-2020) et l'homme d'affaires Franz Harnoncourt (1937) ;
- Éléonore de Méran (1901-1987), sans alliance ;
- Marie-Valérie de Méran (1902-1990), qui épouse, en 1921, Johann-Anton Graf von Goëss (von Goëß) (1892-1970) ;
- Charles Hubert Ignace de Méran (1907-1969), baron de Brandhofen et docteur en géologie, qui épouse, en 1955, Hermengilde Frutschnigg (1908).

## Biographie
Deuxième chef de la maison de Méran, Jean-Stéphane succède à son père en 1891. Il entre alors en possession du fidéicommis de Schönna, Stein et Brandhof et devient membre héréditaire de la Chambre des seigneurs d'Autriche jusqu'à la chute de l'Empire en 1918.
Jean-Stéphane est par ailleurs membre du Conseil secret de l'Empire austro-hongrois ainsi que chambellan impérial et royal.
En 1907, il est fait chevalier de la Toison d'or par l'empereur François-Joseph Ier,.